# Nachhaltigkeitsbericht
Nachhaltigkeitsberichte entstanden als Weiterentwicklung der in den 1990er Jahren von Unternehmen, aber auch von öffentlichen Einrichtungen veröffentlichten Umweltberichte. Sie stellen die Tätigkeiten und Leistungen der Organisationen im Hinblick auf die nachhaltige Entwicklung dar.
Sie greifen die wichtigsten Themengebiete der Nachhaltigkeit auf: Ökonomie, Ökologie und Soziales (Triple Bottom Line). Der Nachhaltigkeitsbericht ist neben dem Geschäftsbericht ein wichtiger Bestandteil der Informationspolitik des Unternehmens. Er ist zugleich ein Instrument des Nachhaltigkeitsmanagements und ein Element des Marketings. 

## Freiwillige Berichterstattung
Inzwischen veröffentlichen vor allem Großunternehmen aller Branchen jährlich – zum Teil orientiert an den Richtlinien der Global Reporting Initiative (GRI) – derartige Berichte. Neben den Richtlinien des GRI gibt es mittlerweile zahlreiche andere Standards, wie beispielsweise die zehn Prinzipien des UN Global Compact, den in der Gemeinwohl-Bilanz der Gemeinwohl-Ökonomie festgehaltenen Kriterien für gemeinwohlorientiertes Wirtschaften, den SDG Compass, das EMAS-Verfahren, B-Corp-Standards und den Deutschen Nachhaltigkeitskodex. Diese Standards überschneiden sich teilweise inhaltlich, haben jedoch unterschiedliche Schwerpunkte bei den verschiedenen Aspekten der Nachhaltigkeit. Neben weltweit tätigen Großunternehmen stehen mittlerweile auch mittelständische Unternehmen zunehmend in der Pflicht, professionelle Nachhaltigkeitsberichte zu erstellen. So wird insbesondere von Unternehmen der Zuliefer-Branchen durch die abnehmenden Großkonzerne die Einhaltung und Dokumentation sozialer und ökologischer Standards eingefordert.
Die Nachhaltigkeitsberichte halten die erzielten Fortschritte der einzelnen Bereiche fest. In der Ökonomie ist das beispielsweise die Ausrichtung des Unternehmens auf die Zukunft. Bei der Ökologie – vornehmlich im produzierenden und verarbeitenden Gewerbe – wird die nachhaltige Ausrichtung auf Ressourceneffizienz und den Umweltschutz betont. Bei den sozialen Themen liegen die Schwerpunkte zum Beispiel bei der Ausrichtung des Unternehmens auf einen familienfreundlichen Betrieb, der Unterstützung der Mitarbeiter in schwierigen persönlichen Situationen und bei sozialen Kriterien in der Beschaffung (zum Beispiel Fair Trade, Maßnahmen gegen Kinderarbeit in der Vorkette).

## Verpflichtende Nachhaltigkeitsberichterstattung

### CSR-Richtlinie-Umsetzungsgesetz (CSR-RUG)
In den 2000er und 2010er Jahren fertigten von den in Deutschland firmierenden Unternehmen in erster Linie Großkonzerne und börsennotierte Unternehmen Nachhaltigkeitsberichte an. Das liegt vor allem an der bis heute (Oktober 2021) gültigen rechtlichen Vorgabe: dem CSR-Richtlinie-Umsetzungsgesetz aus dem Jahr 2017, das von den jeweiligen EU-Mitgliedstaaten rechtlich ausgestaltet wurde. Die nationale Ausgestaltung der Richtlinie legte 2017 neue Berichtspflichten insbesondere für große börsennotierte Unternehmen in Deutschland mit mehr als 500 Beschäftigen fest. Da diese häufig international aktiv sind und da deren Investoren und sonstige Partner oftmals an einer umfassenden nicht-finanziellen Berichterstattung interessiert sind, konzentrierte sich das Gesetz auf diese Unternehmensgruppe. Diese Firmen sind gefordert, in ihren Lageberichten seit 2017 stärker als bisher über nichtfinanzielle Aspekte ihres unternehmerischen Handelns zu berichten, wobei die Art und Weise des Berichtens vom Gesetzgeber sehr flexibel gehalten wurde.

### Corporate Sustainability Reporting Directive (CSRD)
Im April 2021 legte die EU-Kommission einen Vorschlag zu einer umfassenden Pflicht der Nachhaltigkeitsberichterstattung nach der Corporate Sustainability Reporting Directive (CSRD) als Teil des European Green Deal vor. Die CSRD wird das CSR-RUG ersetzen.
Mit der neuen Richtlinie verfolgt die Europäische Kommission das Ziel, dass die Berichte zu Nachhaltigkeitsaktivitäten wie die Finanzaktivitäten in den Lagebericht müssen und so die Vergleichbarkeit von Nachhaltigkeitsberichten in der EU erhöht wird. Nach den neuen Regeln wären in Deutschland künftig mehrere tausend Unternehmen verpflichtet, einen Nachhaltigkeitsbericht in ihren Lagebericht aufzunehmen. Zudem sollen sie gefordert sein, sämtliche nachhaltigkeitsrelevanten Fakten zu veröffentlichen, die erforderlich sind, um den Geschäftsverlauf, die aktuelle Lage und das Unternehmensergebnis zu verstehen, sowie Infos, die benötigt werden, um die Folgen des unternehmerischen Handelns des jeweiligen Unternehmens auf Gesellschaft und Ökologie nachzuvollziehen. Das jeweilige Management soll auch für die Nachhaltigkeits-Berichterstattung die Verantwortung tragen, wenn es nach der EU-Kommission geht. Der Vorschlag der EU-Kommission wird von weitaus mehr Unternehmen zu erfüllen sein als bisher. Er soll bis Juni 2022 zwischen den EU-Institutionen verhandelt werden. Bis zum 1. Dezember 2022 soll er dann von den nationalen Gesetzgebern in nationales Recht umgesetzt werden. Greifen soll die neue Richtlinie erstmals für das Geschäftsjahr 2023.
Am 26. Februar 2025 hat die die Europäische Kommission ein Legislativpaket zur Vereinfachung der EU-Vorschriften und zur Steigerung der Wettbewerbsfähigkeit vorgeschlagen (bekannt als Omnibus-Paket). Nach dem Omnibus-Vorschlag sollen die Berichtspflichten abgemildert werden und weniger Unternehmen betreffen als ursprünglich geplant. Es solle künftig Unternehmen betroffen sein, die über 1.000 Mitarbeitende haben UND entweder eine Bilanzsumme von mind. €25 Millionen Euro haben ODER einen Umsatz über €50 Millionen erwirtschaften. Darüber hinaus legte die Kommission einen Stop-the-Clock-Vorschlag vor, um die Umsetzung der CSRD für Organisationen der Wellen 2 und 3 um zwei Jahre bis 2028 zu verschieben.
Für Unternehmen die bereits mit der Umsetzung der CSRD begonnen haben, künftig aber doch nicht berichtspflichtig sind, gewinnt der freiwillige Nachhaltigkeitsberichtsstandard (VSME) der EFRAG an Bedeutung.
Mit der Richtlinie (EU) 2025/794 vom 14. April 2025 zur Änderung der Richtlinie (EU) 2022/2464 und (EU) 2024/1760 bezüglich der Daten, ab denen die Mitgliedstaaten bestimmte Anforderungen an die Nachhaltigkeitsberichterstattung und die Sorgfaltspflichten von Unternehmen erfüllen müssen, wurde das Datum, mit dem die Berichtspflicht beginnt, um zwei Jahre nach hinten geschoben, sodass größere Unternehmen mit dem Jahr 2027 Bericht erstatten müssen, kleine und mittelständische Unternehmen ab 2028. Die Anwendung der sog. CSDDD-Richtlinie (Lieferketten-Richtlinie) wird um ein Jahr nach hinten verschoben.

#### European Sustainability Reporting Standards (ESRS)
Die konkreten Anforderungen der CSRD werden in den European Sustainability Reporting Standards (ESRS) festgehalten. Ein Kernaspekt der ESRS ist das Prinzip der doppelten Wesentlichkeit bei dem Unternehmen nicht nur die Chancen und Risiken aus Umweltthemen identifizieren müssen (finanzielle Wesentlichkeit), sondern auch die Auswirkungen des Unternehmens auf Umwelt und Gesellschaft (Impact Wesentlichkeit).

## Wissenschaftliche Untersuchungen
Seit 2005 werden in Deutschland in einem Ranking durch das Institut für ökologische Wirtschaftsforschung (IÖW) und future e. V. die Nachhaltigkeitsberichte von Unternehmen verglichen und bewertet. Dieser Wettbewerb ist die Fortführung des bereits in den Jahren 1994 bis 2000 mehrfach durchgeführten Rankings von Umweltberichten. In der Schweiz führt die ÖBU alle zwei Jahre eine Jurierung von Nachhaltigkeitsberichten durch.
Das Institute for Advanced Sustainability Studies (IASS) führte 2020 eine umfassende Analyse aus, in der sie bestehende Reporting-Standards verglich. Sie entwickelte auf dieser Basis einen Anforderungskatalog für einen universellen Standard, der eine standardisierte und vergleichbare Berichterstattung zulässt. Die entscheidenden Kriterien für eine solide Berichterstattung sind: Transparenter Entwicklungsprozess, Vollständigkeit, Praktikabilität, Verständlichkeit, Bewertbarkeit und Vergleichbarkeit, Wirksamkeit, Überprüfbarkeit, Rechtsverbindlichkeit, Anreize und Sichtbarkeit. Die Studie wählte 14 Rahmenwerke aus, die untersucht wurden, darunter die OECD Leitsätze, der Standard ISO 26000, das Umweltmanagementsystem EMAS, die Gemeinwohl-Ökonomie, der GRI SRS, der Deutsche Nachhaltigkeitskodex (DNK) und einige mehr. In der Gesamtwertung schneidet die Gemeinwohl-Bilanz am besten ab, gefolgt von dem DNK.

## Gründe für eine Nachhaltigkeitsberichterstattung
Ein Nachhaltigkeitsbericht informiert die Stakeholder neben der wirtschaftlichen auch über ökologische und soziale Aspekte des Unternehmens. Dabei ist festzustellen, dass das Interesse an diesen Informationen seit Jahren wächst. Er ist ein mögliches Mittel die Unternehmenskommunikation zu unterstützen.

### Rechtliche Motive
Mit Verabschiedung des Deutschen Rechnungslegungsstandards 20 (DRS 20) im Jahr 2012 besteht für Unternehmen bei der Berichterstattung nach HGB 315 Abs. 5, S. 2 die Pflicht zu einer Berichterstattung und Darstellung in Zusammenhang für die Nachhaltigkeit für die Geschäftsjahre ab 2012, wenn nichtfinanzielle Leistungsindikatoren für die Steuerung und Entwicklung intern unter dem Aspekt der Nachhaltigkeit verwendet werden.
Das IÖW hat in einer Befragung von Umweltberichterstattern drei wesentliche Berichterstattungsmotive festgestellt:

### Marktorientierte Motive
Ist das Unternehmen in einem Marktsegment angesiedelt, in dem ökologische und soziale Aspekte ein wichtiges Kaufkriterium spielen, sollte der Nachhaltigkeitsbericht einen deutlichen Marktbezug aufzeigen. Vor allem angeregt durch die Medien, werden die Verbraucher auch in Zukunft immer stärker den Nachhaltigkeitsaspekt in ihre Kaufentscheidung einbeziehen. Hier ist der Umweltbericht eine Chance, weit über das eigentliche Produkt, den Kunden mit seinen nachhaltigen Vorstellungen zu informieren und an sich zu binden.

### Managementorientierte Motive
Das öffentliche Interesse ist vor allem auf große Unternehmen gerichtet. Kleine und mittlere Unternehmen ziehen meist nicht die Öffentlichkeit in diesem Ausmaß auf sich. Hier kann der Nachhaltigkeitsbericht dazu dienen ihr internes Sozial- und Umweltmanagement zu fördern. Es sollen vor allem die eigenen Mitarbeiter informiert und motiviert werden. Dies ist allerdings nur zweckmäßig, wenn die Aspekte der Nachhaltigkeit in das Management eingebettet werden sollen.

### Öffentlichkeitsorientierte Motive
Besonders Branchen, die teilweise seit Jahrzehnten unter erhöhter öffentlicher Betrachtung stehen, besitzen öffentlichkeitsorientierte Motive. Branchen, die stärkere Auswirkungen auf die Umwelt verursachen, nehmen ein mangelndes öffentliches Vertrauen in den Umweltschutz ihres Unternehmens wahr. Ziel der Umweltberichterstattung ist hierbei, Glaubwürdigkeit und Vertrauen für sich und seine Produkte zu erreichen.

## Grundsätze der Berichterstattung
Bei Unternehmen soll der Nachhaltigkeitsbericht dazu beitragen, dass sich die Stakeholder ein Bild von dem berichtenden Unternehmen, seinen Dienstleistungen und gesamten Aktivitäten machen können. Dabei haben alle Informationen der Wahrheit zu entsprechen und so sollten Stärken und Schwächen des Unternehmens dargestellt werden.
Das gesamte Unternehmen sollte in dem Bericht beschrieben werden und dieser in regelmäßigen Abständen (alle 3 bis 4 Jahre) neu aufgestellt werden. Es soll sichergestellt werden, dass die Inhalte des Berichts wahr, wesentlich, vollständig und nachvollziehbar sind.

## Elemente des Nachhaltigkeitsberichts

### Kernkennzahlen
Die wichtigsten Kennzahlen zur Nachhaltigkeit sollten in dem Bericht möglichst zu Beginn vorgestellt werden, um eine schnelle Orientierung über Tendenzen zu ermöglichen. Hierzu eignen sich besonders eine Tabelle oder einige Grafiken. Mit der EU-Taxonomie wird besonders auf den Anteil des „grünen“ Umsatzes, den Anteil der Investitionsausgaben und den Anteil des Betriebsaufwandes geschaut.

### Vorwort der Unternehmensleitung
Durch das Vorwort ist es der Öffentlichkeit möglich zu erkennen, ob und wie sich die Unternehmensleitung zur Nachhaltigkeit bekennt. Der Leser sollte durch konkrete Aussagen der Unternehmensleitung erkennen, wie der Fortschritt auf diesem Gebiet ist. Hierbei ist es sinnvoll, Standpunkte der Leitung über ökonomische, ökologische wie auch soziale Aspekte darzulegen.

### Profil des berichtenden Unternehmens
Durch das Profil erhält die Öffentlichkeit einen Überblick über das Unternehmen. Neben den wichtigsten Produkten und Dienstleistungen, sollte über Standorte, Rechtsform, Beschäftigtenzahl, Eigentumsverhältnisse und Umsatz informiert werden.

### Vision und Strategie
Zwar ist die Nachhaltigkeit selbst eine Vision, dennoch sind die wirtschaftlichen, ökologischen und sozialen Aspekte je nach Unternehmen und Branchenzugehörigkeit unterschiedlich gewichtet. Deshalb sollten Visionen kommuniziert werden, die gezielt für das Unternehmen entwickelt worden sind. Auch sollten Visionen und konkrete Ziele in die gleiche Richtung zeigen.

### Managementsysteme
Durch die Darstellung von Zuständigkeiten und Abläufen im Managementsystem soll die Öffentlichkeit erkennen, wie Kompetenzen wahrgenommen werden. Dies betrifft im Nachhaltigkeitsbericht sowohl die Teilbereiche der wirtschaftlichen, ökologischen und sozialen Steuerung des Unternehmens als auch den schwierigen Bereich der Abstimmung von Strategien und Zielen und der Ausräumung von Widersprüchen.

### Unternehmensleistung
Neben der Berichterstattung über die Leistung des Unternehmens in Bezug auf die Nachhaltigkeit, sollte der Bericht auch das Image des Unternehmens stärken. So ist es möglich, geplante Strategien und Programme darzulegen, die die Stärken stärken und die Schwächen des Unternehmens mindern.

## Format
Nachhaltigkeitsberichte werden üblicherweise als Print-, PDF- oder Online-Bericht umgesetzt. Nach einem Bericht des IÖW ging die Relevanz gedruckter Berichte in den letzten Jahren tendenziell zurück. Häufig werden Letztere von Unternehmen inzwischen durch teilweise umfangreichere Online-Berichte ergänzt, oder sogar ersetzt. Mögliche Vorteile von Online-Nachhaltigkeitsberichten (als Microwebsites) sind u. a. in der Vernetzung der Inhalte durch Hyperlinks, interaktiven Features, einer guten Auffindbarkeit über Suchmaschinen sowie der statistischen Auswertbarkeit ihrer Nutzung zu sehen.